# RB-636 Swiet-KU
RB-636 Swiet-KU (ros. РБ-636 «Свет-КУ») – rosyjski system walki elektronicznej użytkowany przez Siły Zbrojne Federacji Rosyjskiej.

## Historia
Centrum Technologii Specjalnych (ros. Специальный технологический центр) jeszcze przed 2010 r. opracowało stacjonarną wersję systemu oznaczoną jako Swiet-WSG. W późniejszym czasie opracowano jego mobilną wersję oznaczoną jako Swiet-KU, która została przyjęta na uzbrojenie armii rosyjskiej w 2012 r. Jest on przeznaczony do monitorowania sytuacji elektronicznej na polu walki oraz poszukiwania, wykrywania i analizy emisji radiowych, a także określania lokalizacji ich źródeł w pasmach VHF i UHF. Może pracować samodzielnie oraz razem z innymi systemami walki elektronicznej. Głównymi zadaniami systemu jest wykrywanie stanowisk dowodzenia i ukrytych ufortyfikowanych punktów obrony.
Dostawy systemu do jednostek walki elektronicznej Sił Powietrzno-Kosmicznych Federacji Rosyjskiej rozpoczęto w 2013 r., ich zakończenie planowano na rok 2014. W Centrum Szkolenia i Przysposobienia Wojsk w Tambowie przeprowadzono szkolenie obsługi.

## Użycie bojowe
System został wykorzystany przez oddziały rosyjskie biorące udział w wojnie domowej w Syrii. 
W 2016 r. obecność systemu stwierdzono na terenach Donieckiej Republiki Ludowej. W osadach Smiełoje, Kirowsk i Perwomajsk wykryto jednostki 24. Samodzielnej Gwardyjskiej Brygady Specjalnego Przeznaczenia z Nowosybirska oraz 45. Samodzielnej Gwardyjskiej Brygady Specjalnego Przeznaczenia z Kubinki. Na terenie Ługańskiej Republiki Ludowej pojazdy systemu zidentyfikowano 19 sierpnia 2016 r. Kolejne przypadki identyfikacji pojazdów systemu na terenach opanowanych przez separatystów miały miejsce w 2020 r. w rejonie Ługańska oraz w 2021 r. Misja Monitorująca OBWE ujawniła jego obecność w rejonie Nowoazowska.
W 2022 r. system RB-636 Swiet-KU został wykorzystany podczas agresji Federacji Rosyjskiej na Ukrainę.

## Konstrukcja

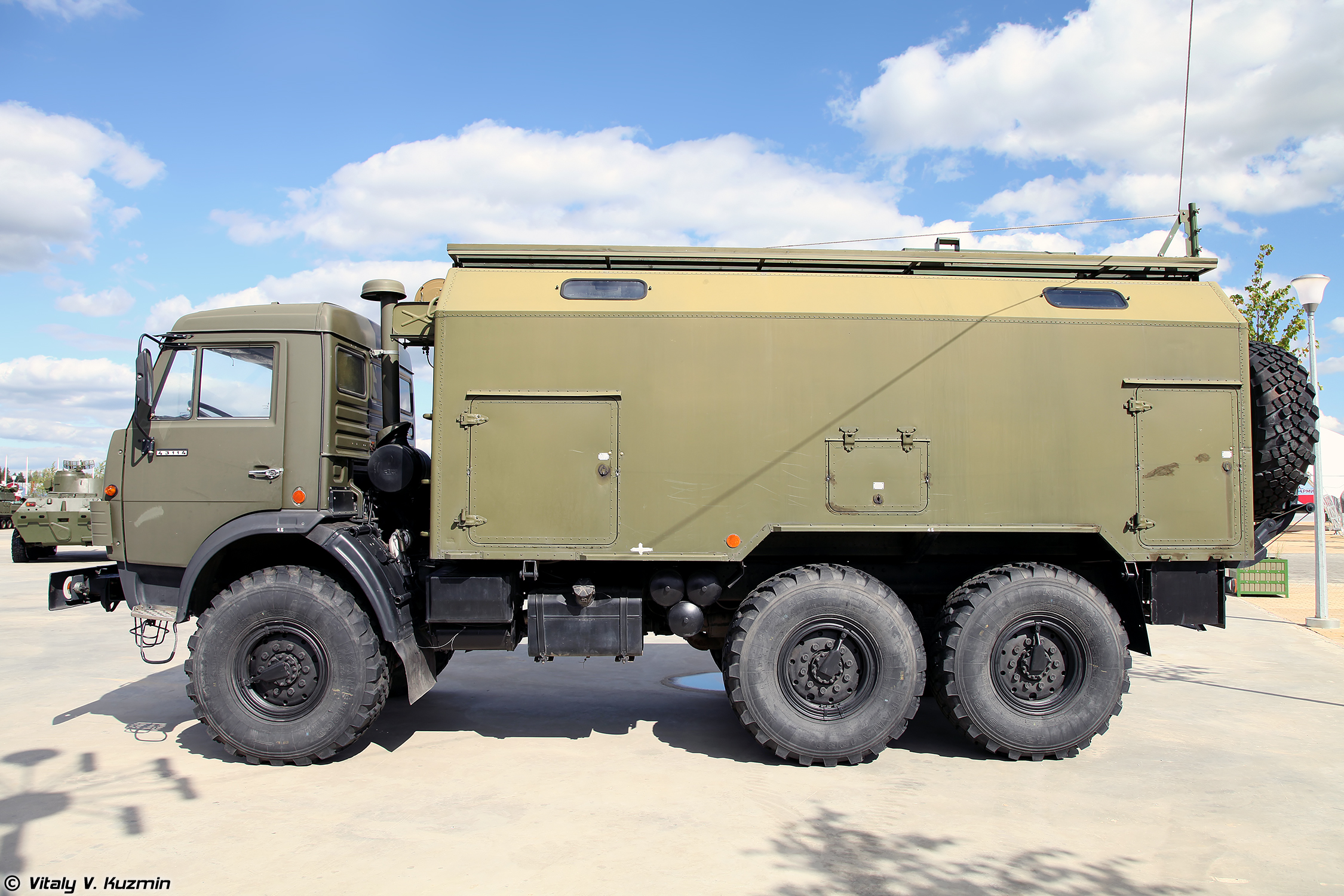
Pojazd systemu RB-636 Swiet-KU

Pierwsze wersje systemu zostały zamontowane na podwoziu ciężarówki KamAZ-4350. Na wystawie Dzień Innowacji Południowego Okręgu Wojskowego w 2015 r. przedstawiono zmodernizowaną wersję, noszącą oznaczenie RB-636AM2, zamontowaną na podwoziu typu Ford Transit. Obsługę systemu zapewnia trzech żołnierzy. W kabinie znajduje się stanowisko operatora systemu. Z tyłu maszyny umiejscowiony jest podnoszony maszt, na którym znajduje się antena systemu, mająca możliwość obrotu w płaszczyźnie poziomej. System zapewnia, przy częstotliwości 30–100 MHz, dokładność wyszukiwania źródła sygnału z błędem ok. 5°. Przy częstotliwościach wyszukiwania 1–3 GHz błąd wyszukiwania nie przekracza 1–2°. System wykorzystuje nawigację satelitarną do określania własnego położenia i obliczania położenia źródeł sygnałów. Dane są przekazywane innym jednostkom, np. lotnictwa i artylerii. 
System ma możliwość blokowania wybranych częstotliwości z zakresu GSM, CDMA2000 i UMTS. Po wykryciu jest w stanie zarejestrować wykryte terminale abonenckie i rozpocząć ich blokowanie.